# St. Andreas (Braunschweig)

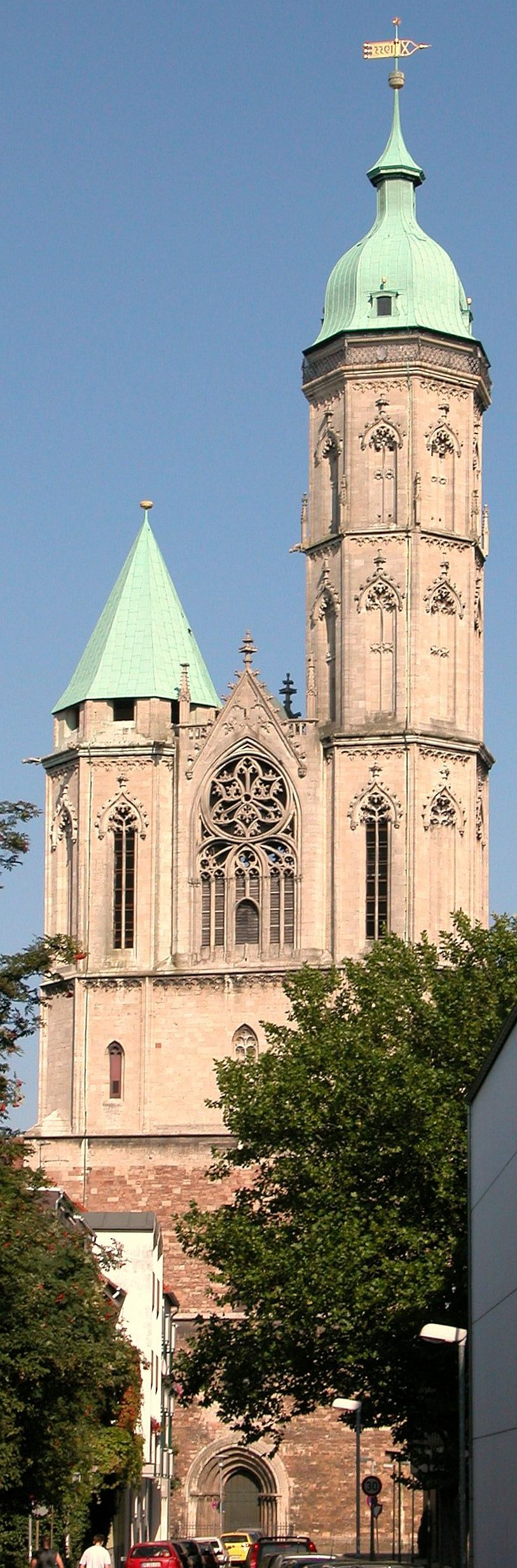
Ansicht von Westen

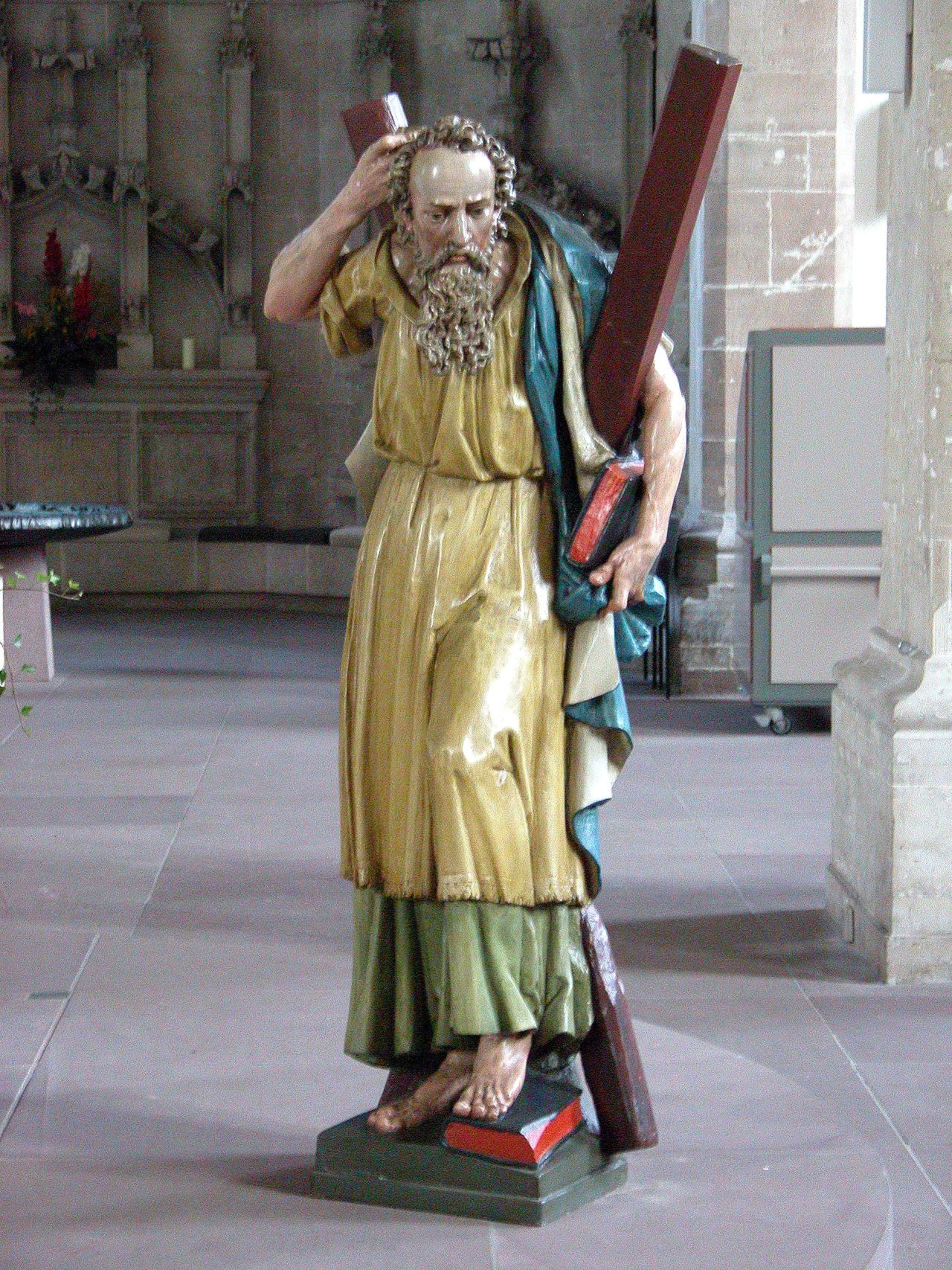
St. Andreas (um 1600)

Die Ursprünge von St. Andreas in Braunschweig gehen wahrscheinlich auf einen Saalkirchenbau um das Jahr 1160 zurück. Etwa ab 1230 wurde darüber eine dreischiffige Basilika als Pfarrkirche für die Gemeinde in der Braunschweiger Neustadt errichtet. Erstmals urkundlich erwähnt wurde die Andreaskirche im Jahre 1290. Seit 1528 ist sie protestantisches Gotteshaus.

## Architektur
Die Pfeilerbasilika wurde zunächst im gebundenen System mit drei Langhausjochen, Querhaus, Chor und drei Apsiden entworfen. Als architektonisches Vorbild diente der nur wenige hundert Meter entfernte und nur unwesentlich ältere Braunschweiger Dom. Um 1330 wurde das Langhaus baulich in eine Hallenkirche umgewandelt. Mit dem Westbau wurde um 1250 begonnen, gegen 1450 waren die Arbeiten am Glockengeschoss beendet.
Der Baumeister Barward Tafelmaker (1487–1565) vollendete die beiden oberen Geschosse des Südturmes zwischen 1518 und 1532 im spätgotischen Stil.
Sowohl an den Ostgiebeln als auch an den vier Südgiebeln sind Figurengruppen angebracht, die Folgendes darstellen (von Osten gesehen): die Propheten, die Verkündigung, die Anbetung der Könige, die Flucht nach Ägypten, den Kindermord von Bethlehem sowie den zwölfjährigen Jesus im Tempel. Am nordwestlichen Giebel befindet sich eine Darstellung des gekreuzigten St. Andreas, des Patrons der Kirche.

### Kirchenraum
Wie mittelalterliche Farbglasfenster binden von Charles Crodel in den Jahren 1964/1965 und 1972 geschaffene Glasfenster als architekturgebundene Raumwandungen den Kirchenraum durch ihre Farbigkeit und Detailfülle und vermitteln zwischen Vergangenheit und Gegenwart.
Pfingst- und Osterfenster im Chor münden in die Missionsgeschichte und die Darstellungen des Petrus und Andreas. Die Seitenfenster erzählen von der Schöpfung und der Arche und von Leid und Zerstörung: aus der Hiobsgeschichte des Alten Testaments sind die Bilder von den Bombennächten im Zweiten Weltkrieg entwickelt, als nach Explosion einer Luftmine eine Linde durch die Kirchenfenster auf die Kirchenbänke geschleudert wurde, auf denen kurz zuvor die Gemeinde zum Abendgottesdienst zusammengekommen war.
Die beiden Fenster über der Orgelempore widmen sich dem 150. Psalm.

### Türme
Im Gegensatz zum Südturm blieb der Nordturm über die Jahrhunderte hinweg unvollendet. Im Jahre 1544 maß der Südturm dank eines spitzen gotischen Turmhelms 122 Meter und war damit einer der höchsten Türme Mitteleuropas. Durch verschiedene Ereignisse wie Unwetter, Brände und Kriege stürzten die Turmhelme mehrfach ein, so zum Beispiel in den Jahren 1550, 1551 und 1740.
Zwischen 1740 und 1742 erhielt er seine heute charakteristische Barockhaube, die er nach deren Zerstörung im Zweiten Weltkrieg 1955 wieder zurückbekam.
Anlässlich einer Restaurierung der Andreaskirche wurden die Türme 1913 von innen mit Ziegeln ausgemauert, ein Umstand, der ihnen bei dem Feuersturm von 1944 zugutekam.
Heute ist der Südturm der Andreaskirche mit seinen 93 Metern immer noch der höchste Kirchturm in Braunschweig. Zwei Gebäude in der Stadt sind höher: der Schornstein des Heizkraftwerks Mitte und der Fernmeldeturm Broitzem.

## Wahrzeichen Braunschweigs

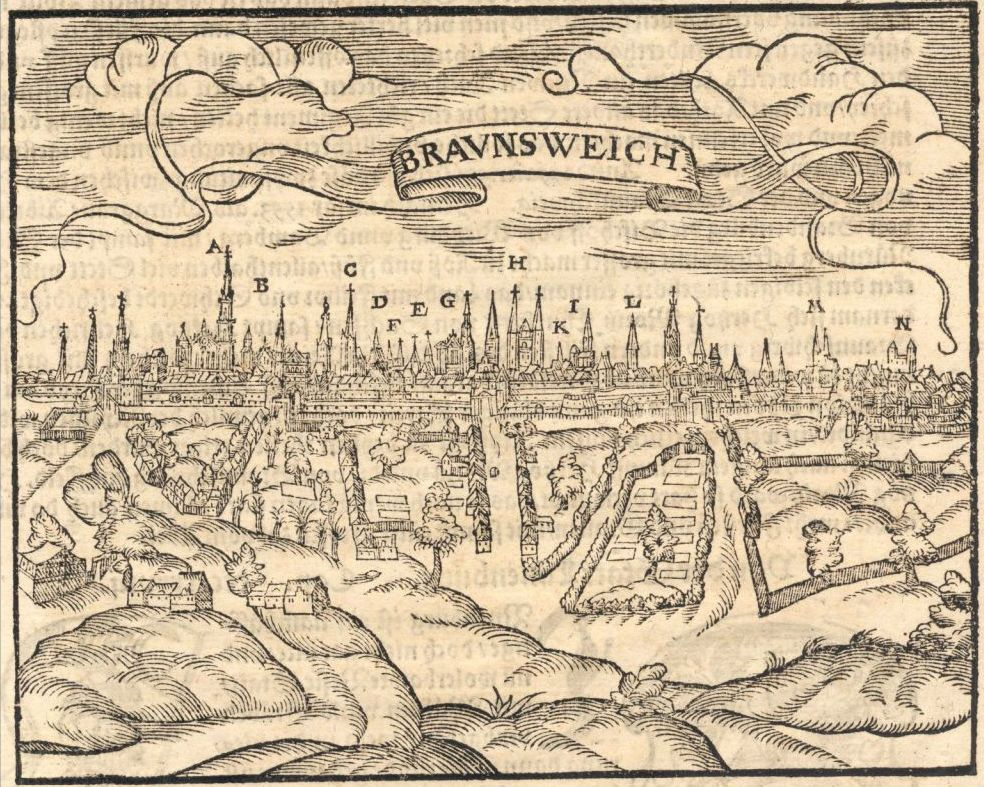
Ansicht Braunschweigs um 1550: Die Andreaskirche ist mit „A“ gekennzeichnet.

Neben dem bekanntesten Wahrzeichen der Stadt Braunschweig, dem Braunschweiger Löwen, kann man die Andreaskirche, genauer gesagt deren Südturm, als weiteres identitätsstiftendes Wahrzeichen der Stadt Heinrichs des Löwen betrachten, denn von Alters her kann man die Türme dieser Kirche auf alten Stichen finden. Die „Türme von St. Andreas“ waren aufgrund ihrer Höhe das Erste und das Letzte, das man von Braunschweig sah.

## Zerstörung im Zweiten Weltkrieg und Wiederaufbau

### Untergang
Bis Anfang 1944 hielten sich die Beschädigungen an und in der Kirche – trotz beträchtlicher Verwüstungen im Umfeld – noch in Grenzen. Am 13. August 1944 erhielt das Pfarrhaus einen Volltreffer, Brand- und Sprengbomben trafen zudem die Kirche selbst. Das Dach wurde beschädigt, sämtliche Fenster wurden durch Explosionen zerstört. Die Detonation einer großen Luftmine hatte eine Linde von dem Platz zwischen Kirche und Pfarrhaus in das Innere der Kirche geschleudert. In der Nacht des schwersten Angriffs auf Braunschweig vom 14. auf den 15. Oktober 1944 fingen die Türme Feuer und brannten, stürzten aber dank der Ziegelausmauerung von 1913 nicht ein. Die Turmhauben aus dem Barock sowie das Geläut wurden zerstört, auch die Inneneinrichtung fast vollständig vernichtet. Fast 100 Prozent der sich unmittelbar um die Kirche und den angrenzenden Wollmarkt herum befindlichen Gebäude (fast ausschließlich Fachwerkbauten, die bis in das 15. Jahrhundert zurückreichten) gingen in dem 2 1⁄2 Tage währenden Feuersturm unter.

### Jahrzehntelanger Wiederaufbau

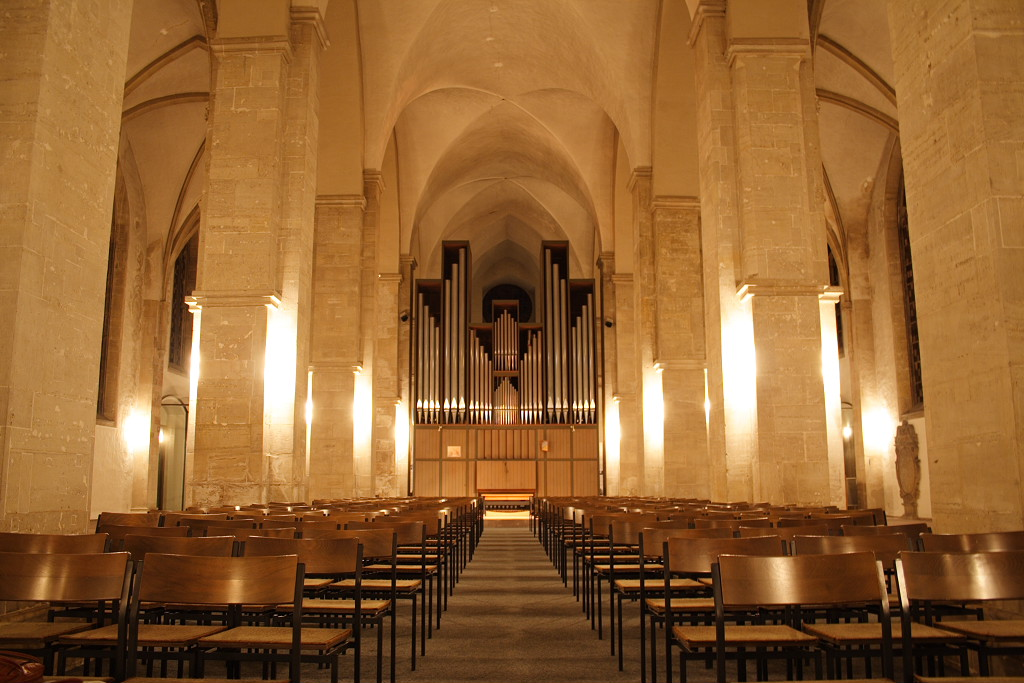
Innenansicht der Andreaskirche

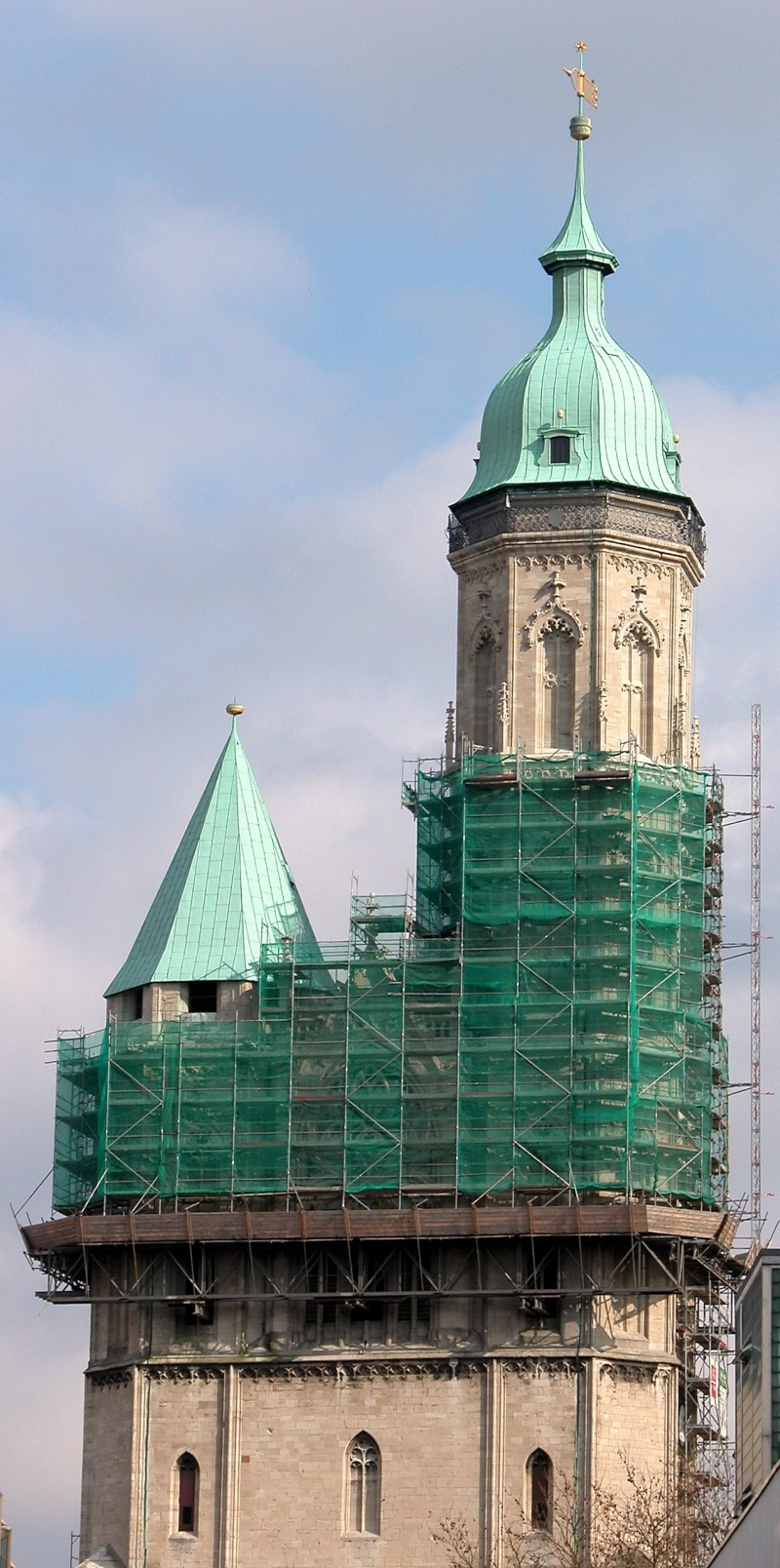
2006/2007: Mehr als 60 Jahre nach dem Ende des Zweiten Weltkrieges wurden Kriegsschäden an den Türmen beseitigt

Aufgrund ihres hohen Symbolwertes für die Braunschweiger Bevölkerung gehörte die Andreaskirche zu den ersten Bauten der größtenteils zerstörten mittelalterlichen Stadt, an deren Restaurierung bzw. Wiederaufbau man sich bald nach Kriegsende machte. Der Südturm erhielt 1955 seine Barockhaube zurück und neue Fenster wurden eingesetzt. Mit der Restaurierung des Innenraumes und der Türme musste man sich aufgrund des Geldmangels und des Zerstörungsgrades des Restes der Stadt noch viel Zeit lassen.
Altar, Kruzifix, Taufbecken (1963) sowie die Skulptur „Kreuzigung des St. Andreas“ sind Arbeiten des Bildhauers Jürgen Weber aus den 1960er Jahren. 1965 wurde der langwierig wieder instand gesetzte Innenraum geweiht. Die Glasfenster mit Darstellungen aus dem Alten und Neuen Testament schuf Charles Crodel in den Jahren 1964/1965 und 1972. 1970 gab es eine neue Orgel, ein neues Geläut aus sieben Glocken wurde zwischen 1987 und 1989 geschaffen.
Seit dem Sommer 2000 ist es der Öffentlichkeit wieder möglich, über die 389 Stufen einer neuen, aus Spendenmitteln errichteten Treppe die Turmstube im Südturm in 72 Metern Höhe zu erreichen. Von dort kann man je nach Witterungsbedingungen beispielsweise bis zum Weserbergland und in den Ostharz blicken.
In den Monaten September 2006 bis November 2007 wurden die Türme der Andreaskirche umfangreich saniert. So wurden am Nordturm rund 100 Einschusslöcher sowie Risse im Mauerwerk entfernt; am Südturm wurden aufwändig Verzierungen restauriert. Weiterhin wurde unter anderem der Kopf der Figur des Heiligen Andreas, der als Namenspatron diente, wiederhergestellt und mit Blattgold überzogen. Die Maßnahmen des ersten Bauabschnitts kosteten 750.000 Euro. 2009 wurden die Westseite sowie restliche Flächen der Nord- und Südseite restauriert.

## Orgel
Die Orgel der St. Andreas-Kirche wurde von der Orgelbaufirma Hillebrand (Altwarmbüchen) erbaut. Das Instrument hat 30 Register auf zwei Manualen und Pedal. Die Spieltrakturen sind mechanisch, die Registertrakturen elektrisch. Die Orgel wurde 2019–2020 durch die Firma Mitteldeutscher Orgelbau A. Voigt, Bad Liebenwerda, überarbeitet und klanglich an den Raum angepasst.
| I Hauptwerk C–g3 |             |       |
| 1.               | Grobgedackt | 16′   |
| 2.               | Prinzipal   | 8′    |
| 3.               | Rohrflöte   | 8′    |
| 4.               | Oktave      | 4′    |
| 5.               | Blockflöte  | 4′    |
| 6.               | Quinte      | 2 ⁄3′ |
| 7.               | Oktave      | 2′    |
| 8.               | Mixtur VI   |       |
| 9.               | Zimbel IV   |       |
| 10.              | Trompete    | 16′   |
| 11.              | Trompete    | 8′    |

| II Schwellwerk C–g3 |              |        |
| 12.                 | Gedackt      | 8′     |
| 13.                 | Quintade     | 8′     |
| 14.                 | Prinzipal    | 4′     |
| 15.                 | Gedacktflöte | 4′     |
| 16.                 | Waldflöte    | 2′     |
| 17.                 | Terz         | 1 3⁄5′ |
| 18.                 | Quinte       | 2 2/3′ |
| 19.                 | Scharff V    |        |
| 20.                 | Dulzian      | 8′     |
|                     | Tremulant    |        |

| Pedal C–f1 |           |     |
| 21.        | Prinzipal | 16′ |
| 22.        | Subbaß    | 16′ |
| 23.        | Oktave    | 8′  |
| 24.        | Gedackt   | 8′  |
| 25.        | Oktave    | 4′  |
| 26.        | Nachthorn | 2′  |
| 27.        | Mixtur IV |     |
| 28.        | Posaune   | 16′ |
| 29.        | Trompete  | 8′  |
| 30.        | Klarine   | 4′  |

- Koppeln: II/I, I/P, II/P
- Spielhilfen: drei freie Kombinationen, Handregister, Tutti

## Glocken
Das Geläut der Kirche besteht aus sieben Glocken, die 1987 und 1989 von Florence Hüesker in der Glockengießerei Petit & Gebr. Edelbrock gegossen wurden.
| Nr. | Name                             | Guss-jahr | Gewicht | Durch-messer | Schlagton | Umschrift, Gestaltung |
| --- | -------------------------------- | --------- | ------- | ------------ | --------- | --- |
| 1   | Salvator- oder Christusglocke    | 1989      | 3000 kg | 161 cm       | h°        | „Kommt her zu mir, alle, die ihr mühselig und beladen seid; ich will euch erquicken“ – Christusdarstellung |
| 2   | Andreas- oder Apostelglocke      | 1987      | 2050 kg | 150 cm       | cis′      | „Wenn du mit deinem Munde bekennst, daß Jesus der Herr ist, und in deinem Herzen glaubst, daß ihn Gott von den Toten auferweckt hat, so wirst du gerettet“ – Andreasdarstellung |
| 3   | Friedensglocke                   | 1987      | 1100 kg | 118 cm       | e′        | „Verleih uns Frieden gnädiglich, Herr Gott, zu unsern Zeiten. – Zum Gedenken an die Zerstörung der Stadt Braunschweig und der St.-Andreas-Kirche im Jahr 1944. In Dankbarkeit für den Wiederaufbau unserer Stadt und unserer Kirche in mehr als 40 Jahren. Zur Mahnung unseren Kindern und Kindeskindern, daß sie nie wieder Kriege führen und Glocken zu Waffen umschmieden. – Gloria in excelsis Deo et in terra PAX hominibus bonae voluntatis“ |
| 4   | Valentins- oder Vaterunserglocke | 1987      | 800 kg  | 105 cm       | fis′      | „Seid fröhlich in Hoffnung, geduldig in Trübsal, beharrlich im Gebet“ |
| 5   | Taufglocke                       | 1987      | 500 kg  | 90 cm        | a′        | „Siehe, ich bin bei euch alle Tage bis an der Welt Ende“ |
| 6   | Magnifikatglocke                 | 1989      | 400 kg  | 80 cm        | h′        | „Meine Seele erhebt den Herrn, und mein Geist freut sich Gottes, meines Heilandes“ |
| 7   | Jubilate-Deo-Glocke              | 1989      | 170 kg  | 65 cm        | e″        | „Jauchzet dem Herrn, alle Welt“ |

Eine achte Glocke, die aus dem 19. Jahrhundert stammt, befindet sich im Kirchenschiff.

## Pfarrer der Andreaskirche
- Magister Jordanus (1294–1309)[8]
- Magister Bruno (1309–1336)[9]
- Ortghisus (1336–? [† 1358])[10]
- Klaus von Solvede (?–[† 1360])[11]
- Ludolf von Steinfurt (?–1393)[11]
- Johann Ember (1399–1422)[12]
- Ludolf Quirre (1423–?)

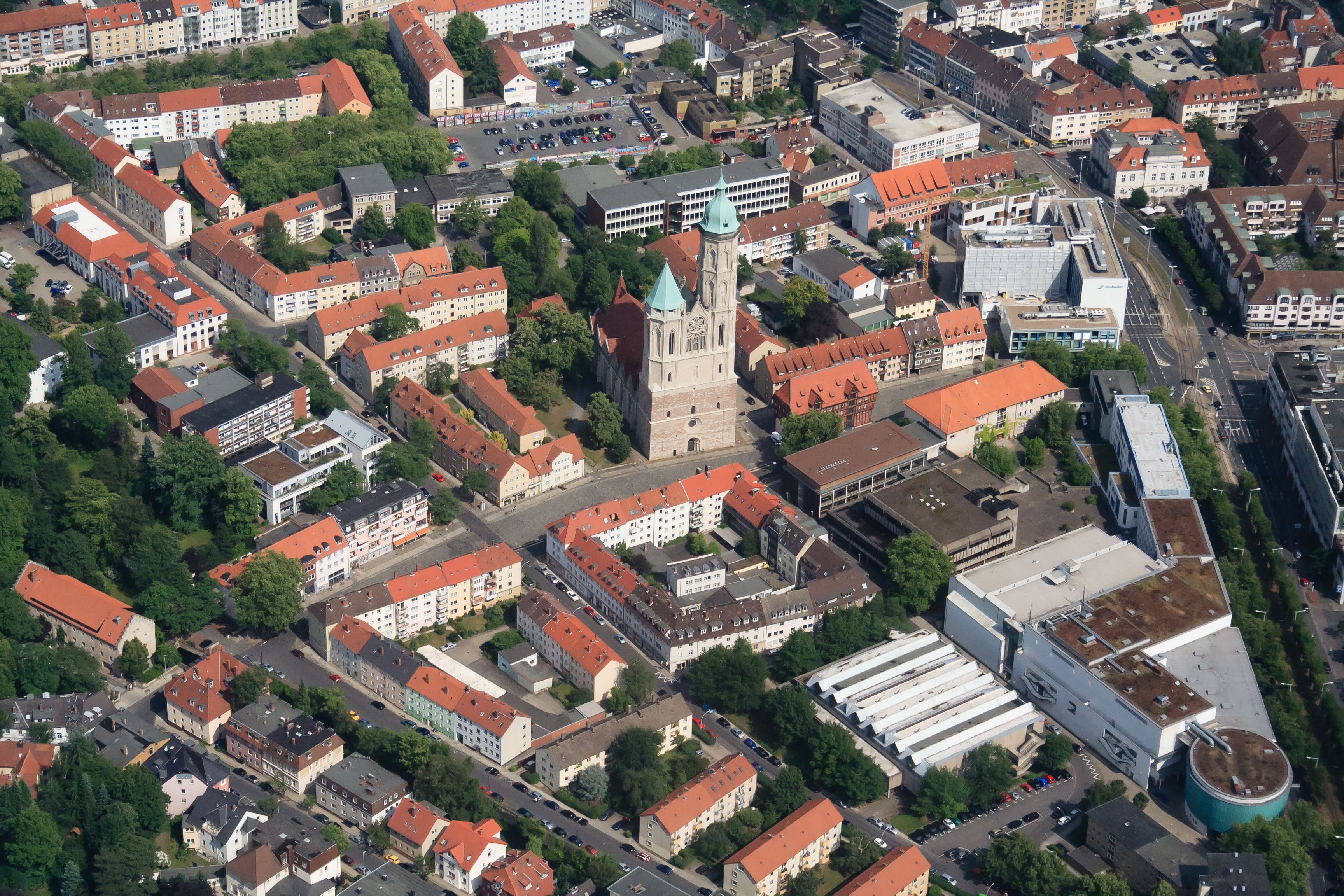
Andreaskirche und Alte Waage (rechts daneben).

- Joachim Calvör, Vater von Caspar Calvör, (um 1660)[13]
- Jakob Christian Weland (1782–?)[14]
- Karl Ludolf Friedrich Lachmann (1792–1822)[15]
- H. W. J. Wolff (1822–?)
- Henje Becker (1965–1974)
- Horst Länger (1965–1990)
- Hennig Kühner (1974–2004)
- Pia Dittmann-Saxel (1990–2001)
- Peter Kapp (2001–2024)

## Historisches Umfeld

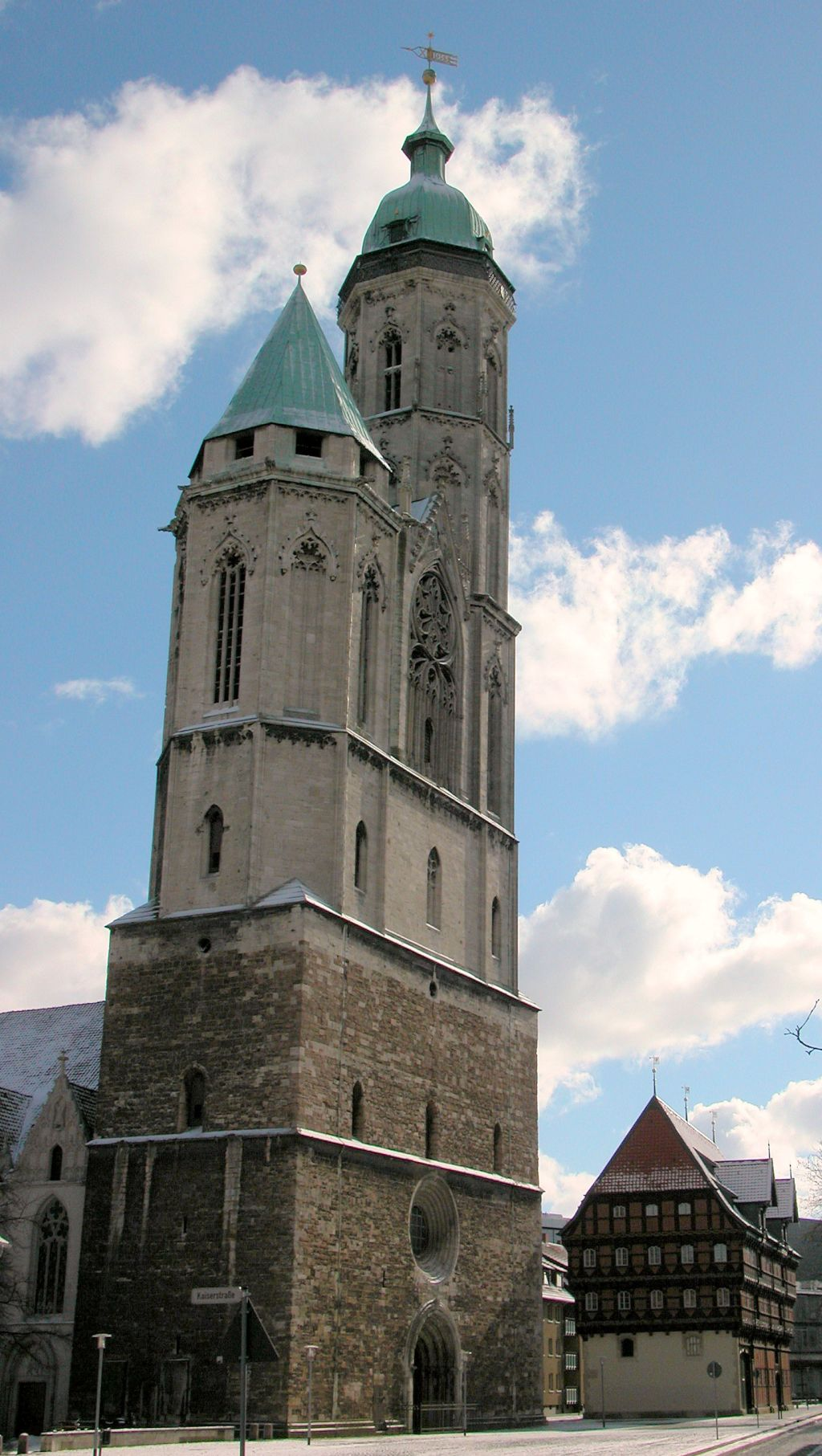
Andreaskirche und Alte Waage

Ursprünglich fand sich die Andreaskirche umgeben von Hunderten von Fachwerkhäusern, die allerdings gänzlich dem Zweiten Weltkrieg zum Opfer fielen. Von der alten Bebauung sind gegenwärtig noch die Liberei, die älteste freistehende öffentliche Bibliothek Deutschlands aus dem Jahre 1422, und die von 1990 bis 1994 wieder aufgebaute Alte Waage vorhanden.